# Erik Eriksen
 For alternative betydninger, se Erik Eriksen (flertydig). (Se også artikler, som begynder med Erik Eriksen)
Erik Eriksen (20. november 1902 i Brangstrup, Ringe sogn på Midtfyn – 7. oktober 1972 i Esbjerg) var dansk statsminister fra 30. oktober 1950 til 30. september 1953. Han var medlem af Folketinget, valgt for Venstre.
Erik Eriksen var født på en gård i Ringe på Fyn i et miljø, som var præget af grundtvigianisme og højskolebevægelse, søn af gårdmand Povl Eriksen og hustru Sofie Hedevig Kirstine Jensen. Han blev formand for Venstres Ungdom i 1930 og blev medlem af Folketinget i 1935, et medlemskab han bevarede til 1968. 
I befrielsesregeringen i 1945 blev han landbrugsminister og fortsatte som sådan i Knud Kristensens regering fra 1945-47. Da Hedtoft i 1950 måtte gå, dannede Erik Eriksen en borgerlig regering sammen med De Konservative, den såkaldte VK-regering. Erik Eriksens politiske mesterstykke var den nye Danmarks Riges Grundlov i 1953, som det lykkedes ham at få gennemført trods forbitret modstand fra nogle i egne rækker, f.eks. den tidligere statsminister Knud Kristensen.
På trods af en valgsejr i 1953 lykkedes det ikke for Erik Eriksen at bevare regeringsmagten. Han fastholdt det snævre samarbejde med De Konservative, og det var ikke alle hans partifæller enige i. Den tidligere og højt ansete finansminister Thorkil Kristensen forlod partiet, og da Erik Eriksen i slutningen af maj 1965 kom i mindretal i folketingsgruppen på et spørgsmål om en sammenslutning med Det Konservative Folkeparti valgte han at gå som formand d. 24. maj s. å. og genopstillede ikke ved folketingsvalget i 1968. 
I to omgange (1956 og 1961) var han præsident for Nordisk Råd. Erik Eriksen fortsatte sit arbejde for nordisk samarbejde som formand for Foreningen NORDEN i perioden 1964-1971.
Erik Eriksen var i Bo Bojesens tegninger af Venstre-vikinger, Erik fra Ringe.
Han er begravet på Ringe Kirkegård på Fyn.
| - Statue af statsminister Erik Eriksen, på Torvet i Ringe. |